# レティシア
レティシア（Leticia）は、コロンビア最南部のアマソナス県の県都で、同国最南部の都市。
2016年の人口は2万6400人。
アマゾン川の主要な港のひとつである。
長い間、レティシアは観賞用の熱帯魚の積み出し場所である。
アマゾン川の左岸に位置し、コロンビアとブラジル、ペルーとの国境が交わる場所にある。

## 歴史
1867年4月25日にペルー人により創設された。
1911年、ペルーとコロンビアとの間に、小規模な国境紛争が起き、1922年に2国間に締結されたサロモン・ロサーノ条約同意で論争に終止符が打たれ、結果としてレティシアはコロンビア領に、その見返りとしてエクアドルもその領有を主張していたプトゥマヨ川以南のエリアに対するペルーの領有権を認めた。条約の批准は1928年であったものの、この同意はペルー人には不評であった。この条約は極秘裏に結ばれ、ペルー人が創設し、ペルー人が多く住むエリアをコロンビアに差し出すこととなったためである。
1932年9月、200人のペルー人がレティシアの公共の建物を占拠し、その後軍隊も加勢し、コロンビアとペルーとの間でレティシアを巡ってコロンビア・ペルー戦争が勃発した。なお、この戦争に際してペルーのルイス・ミゲル・サンチェス・セロ大統領はコロンビアとの戦争に赴くペルー軍将兵を閲兵していた正にその時にアメリカ革命人民同盟党員に暗殺されている。1933年初頭、ペルー軍とコロンビア軍の間で小規模な白兵戦が発生した。戦闘は、紛争を解決するための国際連盟による休戦交渉が功を奏した1933年5月まで続いた。最終的に、国際連盟は、1934年6月、紛争地帯をコロンビアの領土とした。国際連盟の仲裁により、紛争は公には終結したものの、コロンビア政府は、エリアに住むペルー人に対しては慎重な姿勢をとり、レティシアのコロンビア国家に対する忠誠心を確実のものとするために、首都のボゴタから人を入植させた。
1940年代から1965年にかけてボゴタからやって来た大半の人々は、2012年現在においてもレティシアに住み続けている。この50数年間、レティシアは拡大しつづけ、新しい大通りが造られた。しかし、街の産業は、依然として農業と観光業が街の収入の大きな部分を占めてはいる。

## 気候
年中雨が多く、熱帯雨林気候に属する。
| レティシアの気候                                                  | レティシアの気候 | レティシアの気候 | レティシアの気候 | レティシアの気候 | レティシアの気候 | レティシアの気候 | レティシアの気候 | レティシアの気候 | レティシアの気候 | レティシアの気候 | レティシアの気候 | レティシアの気候 | レティシアの気候  |
| 月                                                                | 1月              | 2月              | 3月              | 4月              | 5月              | 6月              | 7月              | 8月              | 9月              | 10月             | 11月             | 12月             | 年                |
| ----------------------------------------------------------------- | ---------------- | ---------------- | ---------------- | ---------------- | ---------------- | ---------------- | ---------------- | ---------------- | ---------------- | ---------------- | ---------------- | ---------------- | ----------------- |
| 最高気温記録 °C （°F）                                            | 35.8 (96.4)      | 36.4 (97.5)      | 35.9 (96.6)      | 36.2 (97.2)      | 33.8 (92.8)      | 34.2 (93.6)      | 35.2 (95.4)      | 35.7 (96.3)      | 37.0 (98.6)      | 37.0 (98.6)      | 37.5 (99.5)      | 39.0 (102.2)     | 39 (102.2)        |
| 平均最高気温 °C （°F）                                            | 30.5 (86.9)      | 30.6 (87.1)      | 30.5 (86.9)      | 30.3 (86.5)      | 29.9 (85.8)      | 29.3 (84.7)      | 29.6 (85.3)      | 30.6 (87.1)      | 31.1 (88)        | 31.3 (88.3)      | 31.0 (87.8)      | 30.6 (87.1)      | 30.44 (86.79)     |
| 日平均気温 °C （°F）                                              | 25.9 (78.6)      | 26.0 (78.8)      | 26.1 (79)        | 25.9 (78.6)      | 25.8 (78.4)      | 25.1 (77.2)      | 25.0 (77)        | 25.6 (78.1)      | 25.9 (78.6)      | 26.2 (79.2)      | 26.1 (79)        | 25.9 (78.6)      | 25.79 (78.43)     |
| 平均最低気温 °C （°F）                                            | 22.5 (72.5)      | 22.5 (72.5)      | 22.5 (72.5)      | 22.6 (72.7)      | 22.5 (72.5)      | 21.5 (70.7)      | 20.7 (69.3)      | 21.3 (70.3)      | 21.6 (70.9)      | 22.3 (72.1)      | 22.3 (72.1)      | 22.5 (72.5)      | 22.07 (71.72)     |
| 最低気温記録 °C （°F）                                            | 18.0 (64.4)      | 19.2 (66.6)      | 17.0 (62.6)      | 18.2 (64.8)      | 16.0 (60.8)      | 14.3 (57.7)      | 14.6 (58.3)      | 14.8 (58.6)      | 16.4 (61.5)      | 18.3 (64.9)      | 17.6 (63.7)      | 18.0 (64.4)      | 14.3 (57.7)       |
| 降水量 mm （inch）                                                | 353.2 (13.906)   | 340.4 (13.402)   | 357.4 (14.071)   | 349.8 (13.772)   | 277.2 (10.913)   | 209.4 (8.244)    | 157.5 (6.201)    | 172.9 (6.807)    | 243.1 (9.571)    | 263.4 (10.37)    | 301.7 (11.878)   | 289.4 (11.394)   | 3,315.4 (130.529) |
| 平均降水日数                                                      | 24               | 20               | 22               | 22               | 23               | 18               | 16               | 16               | 18               | 19               | 20               | 23               | 241               |
| 平均月間日照時間                                                  | 131.4            | 119.0            | 131.3            | 138.1            | 152.3            | 144.6            | 188.7            | 194.0            | 171.0            | 168.9            | 149.6            | 136.7            | 1,825.6           |
| 出典：Instituto de Hidrologia Meteorologia y Estudios Ambientales |                  |                  |                  |                  |                  |                  |                  |                  |                  |                  |                  |                  |                   |

## レティシアを舞台にした作品
- 高野秀行『巨流アマゾンを遡れ』　集英社、集英社文庫、2003年。